# Jessica Mann
Jessica Mann (geboren 13. September 1937 in London; gestorben 10. Juli 2018) war eine britische Autorin von Kriminalromanen und Sachliteratur.

## Leben
Jessica Manns Eltern, Friedrich Alexander Mann und Eleonore Ehrlich (1907–1980), waren Juristen jüdischer Herkunft, die nach der Machtübergabe an die Nationalsozialisten 1933 aus Deutschland emigrieren mussten. Sie konnten in London beruflich nur nach weiteren Studien und Examina Fuß fassen. Das Ehepaar bekam drei Kinder, Richard David (* 1935), Jessica und Nicola (* 1944). Angesichts der Judenverfolgung und der drohenden Invasion Englands 1940 wurden Richard und Jessica von ihren Eltern dem Children’s Overseas Reception Board anvertraut, das sie ins sichere Kanada evakuierte. Jessica schrieb darüber 2005 das Sachbuch Out of Harm’s Way. 1943/44 war Jessica Mann zurück in London und besuchte die St Paul’s Girls’ School. Danach studierte sie Archäologie am Newnham College, Cambridge und Rechtswissenschaft an der University of Leicester.
Am Tag nach ihrem Examen in Cambridge 1959 heiratete sie den Archäologen und Historiker Charles Thomas (1928–2016). Sie bekamen zwei Söhne und zwei Töchter – und Mann wurde, wie es dem Leitbild für die jungen Frauen bürgerlicher Herkunft entsprach, eine „frustrierte Vollzeit-Ehefrau, -Mutter und -Haushälterin“. Mann entdeckte in dem 1963 erschienenen Buch The Feminine Mystique von Betty Friedan, dass sie kein Einzelschicksal war. Die Familie lebte zehn Jahre in Edinburgh und drei Jahre in Leicester und zog dann nach Truro in Cornwall. Später arbeitete sie als Angestellte in der Regionalverwaltung.
1971 begann sie mit dem Schreiben. Sie veröffentlichte mehr als zwanzig Kriminalromane, in denen Orte ihres Lebens und häufig auch eine Archäologin vorkommen. Gleichwohl sei für sie die literarische Form des Kriminalromans die beste Form für den Autor, nichts von sich, sondern besser nur Lügen zu erzählen – Telling Only Lies, so der Titel eines der Krimis. Mann verfasste eine Studie über Kriminalromanschriftstellerinnen, Deadlier Than the Male. Mit ihrem Ehemann gestaltete sie ein Buch über die Leuchtturminsel Godrevy, den biographischen Bezugspunkt von Virginia Woolfs Fahrt zum Leuchtturm. 2012 schrieb sie ein Buch über die soziale Situation von Hausfrauen in den 1950er Jahren und deren gegenwärtige Mystifizierung in Fernsehserien wie Mad Men.
Manns Features, Kommentare und Buchbesprechungen wurden in verschiedenen Periodika veröffentlicht: The Daily Telegraph, The Sunday Telegraph, House & Garden sowie in der Regionalzeitung Western Morning News, und im Literary Review erstellte sie monatlich einen Überblick der neu erschienenen Kriminalliteratur.

## Werke (Auswahl)
- Alles Lügen. Aus dem Engl. von Sabine Bösz. Argument, Hamburg 1996
- Die Spur des Schatzes. Aus dem Engl. von Ilse Utz. Argument, Hamburg 1994
- Das Gewerbe der Mrs. Knox. Aus dem Engl. von Gabriele Kunz und Else Laudan. Argument, Hamburg 1989
- Die vergessene Insel. Aus d. Engl. von Wolfdietrich Müller. Droemersche Verlagsanstalt Knaur, München 1986
- Mit Morden ist kein Staat zu machen. Aus d. Engl. von Wolfdietrich Müller. Droemer Knaur, München 1984
- Die achte Todsünde. Übers. Dietlind Bindheim. Heyne, München 1979
- Out of Harm’s Way, the story of the overseas evacuation of children during World War 2. Headline, London 2005
- Deadlier than the male. An investigation into feminine crime writing. Why are respectable English women so good at murder? Macmillan, New York 1981
- mit Charles Thomas: Godrevy Light. Twelveheads Press, Truro 2009
- The fifties mystique. Quartet, London 2012